# ویلیام کندی دیکسون
ویلیام کندی دیکسون (انگلیسی: William Kennedy Dickson; ۳ اوت ۱۸۶۰ – ۲۸ سپتامبر ۱۹۳۵) مخترع، کارگردان، تهیه‌کننده، فیلم‌بردار، هنرپیشه، عکاس و مهندس اسکاتلندی بود.
از فیلم‌هایی که وی در آن نقش داشته‌است می‌توان به کارگردانی فیلم ناطق تجربی دیکسون اشاره کرد.